# Красное (Псковская область)
Красное — деревня в России, в Пустошкинском районе Псковской области. Входит в состав Щукинской волости.
Деревня расположена на северо-восточном побережье озера Островито (к югу от озера Веснеболог), в 36 км к северу от города Пустошка.

## Население
| 2002 | 2010 |
| ---- | ---- |
| 88   | ↘72  |

Численность населения деревни по оценке на начало 2001 года составляла 96 жителей.